# Reginald Alexander Dallas Brooks
Sir Reginald Alexander Dallas Brooks GCMG, KCB, KCVO, DSO, KStJ, britanski general, * 22. avgust 1896, † 22. marec 1966.
Med letoma 1949 in 1963 je bil guverner Viktorije.